# 福州都市圈
福州都市圈，是中华人民共和国福建省的一个大型都市圈，是一个以福州市为核心，宁德、南平、莆田、三明为副中心的都市圈，位于闽江口核心地带。福州都市圈的概念源于1990年代时任福州市委书记习近平提出的“闽江口金三角”与“福州3820工程”。福州都市圈目标是建成后辐射浙江南部、江西东北、广东东部、台湾，成为海上丝绸之路的核心战略城市。

## 發展格局
《福州都市圈發展規劃》指出福州都市圈發展格局為：圍繞形成「中心引領、山海協同、城鄉融合、以圈帶群」的總體發展格局這一目標，構建「一核三中心，兩帶三灣區」的空間結構。其中，「一核」為「福州主城區—濱海新城、福清、平潭」，定位為都市圈主中心；「三中心」為「莆田、寧德、南平三市中心城區」，定位為都市圈次級中心；「兩帶」為「濱海濱江T型區域發展走廊」；「三灣區」為「環三都澳灣區、閩江口灣區、湄洲灣灣區」。

## 历史
1986年，福州、莆田、寧德、南平、三明首次探索建設以閩江流域和閩東沿海為紐帶的經濟協作區。1995年，正式提出閩東北經濟協作區「山海聯合、優勢互補、相互輻射、共同騰飛」的發展理念。
2019年，在閩東北經濟協作區的基礎上正式確立了福州都市圈發展規劃的概念。
2021年，國家發展改革委批复同意設立福州都市圈。